# Villanueva de Alcorón
Villanueva de Alcorón – gmina w Hiszpanii, w prowincji Guadalajara, w Kastylii-La Mancha, o powierzchni 99,17 km². W 2011 roku gmina liczyła 188 mieszkańców.